# Yvon Baudoux
Yvon Baudoux (1906 - 1971) was een Belgisch hockeyer.

## Levensloop
Baudoux was actief bij La Rasante.
Daarnaast maakte hij deel uit van het Belgisch hockeyteam. Met de nationale ploeg nam hij onder meer deel aan de Olympische Zomerspelen van 1928.
Zijn broer Claude was eveneens actief in het hockey.